# Ministerium für Volkssicherheit
Das Ministerium für Volkssicherheit (kor. 인민 보안부) ist die Strafverfolgungsbehörde der Demokratischen Volksrepublik Korea und untersteht dem Komitee für Staatsangelegenheiten der DVRK (bis Juni 2016 Nationale Verteidigungskommission).

## Aufgaben
Zu den Aufgaben des Ministeriums für Volkssicherheit gehört neben der Überwachung des Verteilungsmechanismus für Lebensmittel auch die Bereitstellung von Leibwächtern für wichtige Personen des Landes. Weiterhin werden allgemeine Informationen über die Bevölkerung gesammelt und ggf. Maßnahmen ergriffen. Bei Fällen von politischer Brisanz wird die Ermittlung dem Ministerium für Staatssicherheit übergeben.
Dazu betreibt die Behörde sämtliche Umerziehungslager (Kyo-hwa-so) und Internierungslager (Kwan-li-so) im Land.

## Minister
Der zuständige Minister trägt den Titel Minister für Volkssicherheit. Seit Februar 2013 hat Choe Pu-il (PdAK) das Amt inne.

## Mitarbeiter
Die Behörde beschäftigt landesweit 210.000 Mitarbeiter.

## Standort
Der Standort des Ministeriums befindet sich im Pjöngjanger Stadtbezirk Sŏsŏng-guyŏk (Dong Ryŏnmot-dong / Wasan-dong).

## Trivia
Dem Ministerium für Volkssicherheit untersteht der Fußballklub Amrokgang SC.